# Arnold Diestel

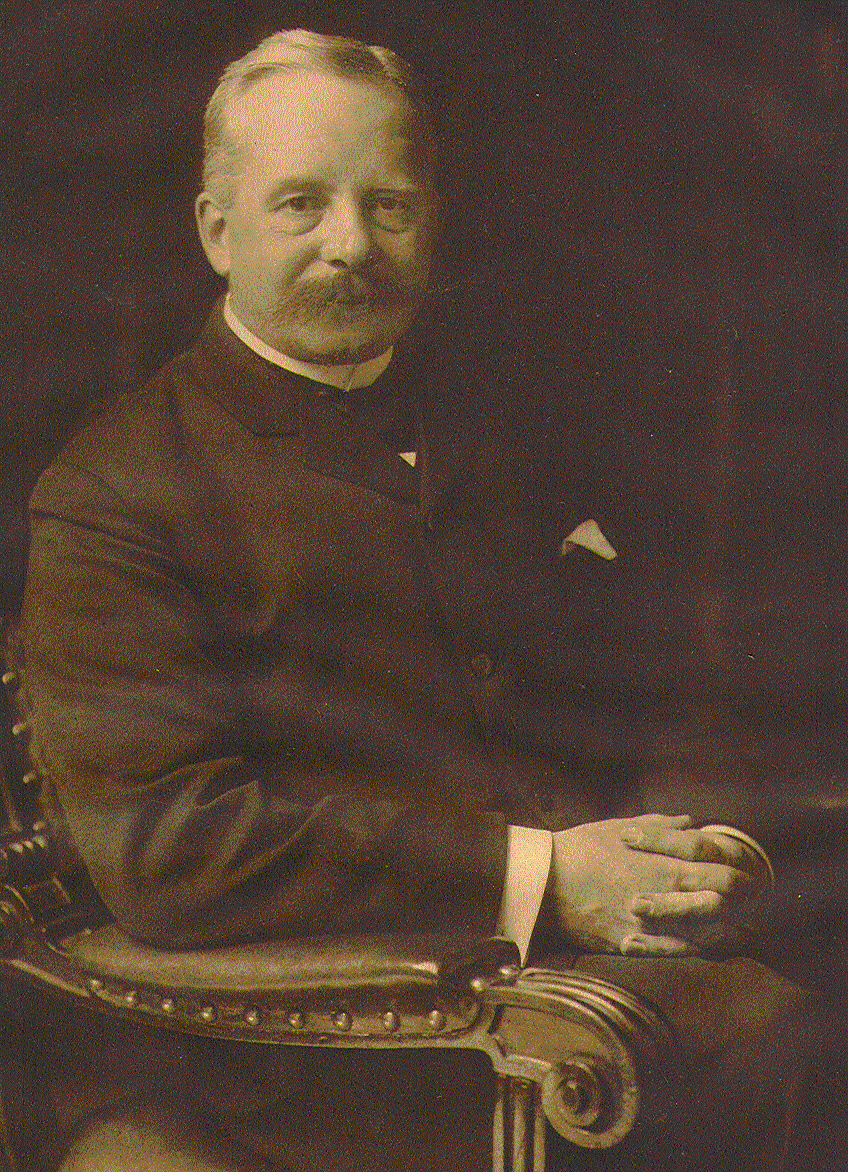
Arnold Diestel (1905)

Arnold Friedrich Georg Diestel (* 2. März 1857 in Valparaíso, Chile; † 3. Januar 1924 in Hamburg) war ein Senator und Erster Bürgermeister in Hamburg.

## Leben
Arnold Diestels Vater Georg Ludwig Friedrich Diestel (1817–1907) war Kaufmann und hannoverscher Konsul in Chile. Seine Mutter war Marie Sophie Stresow (1828–1916). Ernst Diestel war ein Bruder. Die Familie kehrte 1858 nach Hamburg zurück. Diestel verlebte seine Schulzeit in Hamburg und studierte an der Albert-Ludwigs-Universität Freiburg und der Humboldt-Universität zu Berlin Rechtswissenschaft. Er wurde 1877 im Corps Hasso-Borussia Freiburg recipiert und war ab 1879 im Academischen Club zu Hamburg. Er promovierte nicht, da er eine Richterkarriere anstrebte, und wurde am 7. Juli 1879 in Hamburg als Advokat zugelassen. Er  wurde noch im selben Jahr wieder ausgeschrieben und trat in das Referendariat ein. Nach Abschluss des Referendariates 1883 wurde Diestel in den Dienst der Hamburger Verwaltung aufgenommen, in der er unter Johannes Versmann arbeitete. Diestel promovierte während dieser Zeit. Versmann protegierte ihn, so dass er 1891 ständiger Hilfsarbeiter des Gesamtsenates und am 5. Juni 1895 Senatssekretär wurde. Am 21. April 1899 wurde Diestel Senatssyndicus, er war vor allem unter Johann Georg Mönckeberg in der Finanzdeputation tätig (→ Hamburger Senat 1861–1919). Nach Mönckebergs Tod am 27. März 1908 wurde Diestel am 6. April 1908 zum Senator gewählt, und er wurde Leiter der Finanzdeputation.
Nach der Wahl der ersten freien und demokratisch gewählten Hamburgischen Bürgerschaft am 16. März 1919 wurde Diestel, der den Liberalen um die Deutsche Demokratische Partei nahestand, ohne Parteimitglied zu sein, im neuen Senat unter Werner von Melle und Otto Stolten wiedergewählt (→ Hamburger Senat 1919–1933). Nach dem Rücktritt von Gustav Sthamer am 13. Februar 1920 wurde Diestel am 14. Februar 1920 zum Ersten Bürgermeister gewählt. Diestel widmete sich vor allem Finanz- und Verwaltungsfragen. 

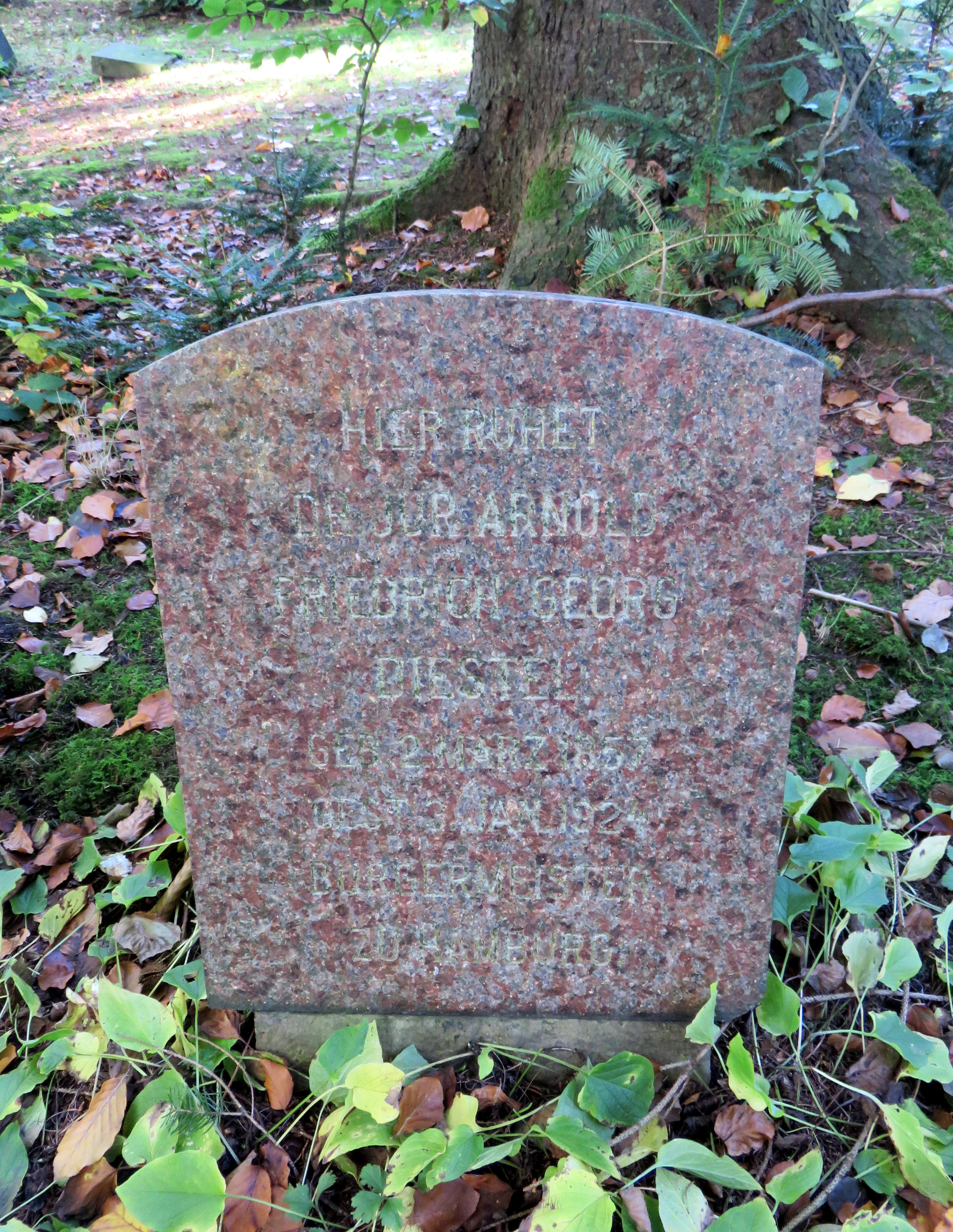
Stein Arnold Diestel auf dem Friedhof Ohlsdorf

Diestel starb am 3. Januar 1924 in seinem 67. Lebensjahr im Amt. Nach ihm benannt sind die Diestelstraße in Hamburg-Wohldorf-Ohlstedt und der Diestelkai im Hamburger Hafen.